# Környebánya
Környebánya településrész Komárom-Esztergom vármegyében, a Tatabányai járásban, közigazgatásilag Környe község része.

## Fekvése
Tatabányától mintegy 7 kilométerre dél-délnyugati irányban terül el, a 45,37 km² területű Környe központjától pedig körülbelül 4-5 kilométerre délkeletre. A 8156-os úton közelíthető meg Tatabánya Felsőgalla városrésze, illetve a Környét Vértessomlóval összekötő út irányából is, míg Tatabánya más városrészei felől önkormányzati utakon érhető el. Autóbusszal is megközelíthető Tatabányáról és a környező települések egy részéről. Lakosságszáma évek óta közel állandó, mintegy 250 fő.

## Története

### Az őskortól a 19. század végéig
Környebánya területén már az őskorban is éltek embercsoportok, ezt igazolja például egy kifúrt fejű kőbalta, amit 1903-ban találtak az első itteni szénkutató fúrások során; ez ma a Magyar Nemzeti Múzeum gyűjteményének részét képezi. A késői vaskor időszakából gazdag kelta kultúráról tanúskodó leletek - lószerszámok, korongozással készült agyagedények - kerültek elő. A rómaiak idejében a közelben haladt el a Brigetiót (Szőny) Alba Regiával (Székesfehérvár) és Sopianae-val (Pécs) összekötő katonai erődrendszer, melynek egyik központja éppen Quirinum volt, a mai Környe területén. Az Árpád-korban (valószínűleg a 13. században) kerektemplom épült Környebánya területén, ezt Vértesi László ásatásai tárták fel.
A törökdúlás idejében a környék teljesen elnéptelenedett, majd kiűzésük után, a 17. század végétől református magyarok kezdték benépesíteni a vidéket. Őket azonban a katolikus gróf Esterházy József 1745-ben erőszakkal elköltöztette, helyükre Moson vármegyei katolikus németeket telepített, akik 4-6 év szolgálatmentességet is kaptak, hogy minél előbb házakat építhessenek. A mai Környebánya területe ezekben az évtizedekben még lakatlan mezőgazdasági terület volt, de miután a szomszédos Vértessomló területén a 19. század elejétől megindult a szénbányászat, idővel egyre több környei földbirtokos, illetve a helyi plébánia is fontosnak találta, hogy hozzájáruljon a környei határban felderített szénvagyon feltárásához.

### Az alapítás évei

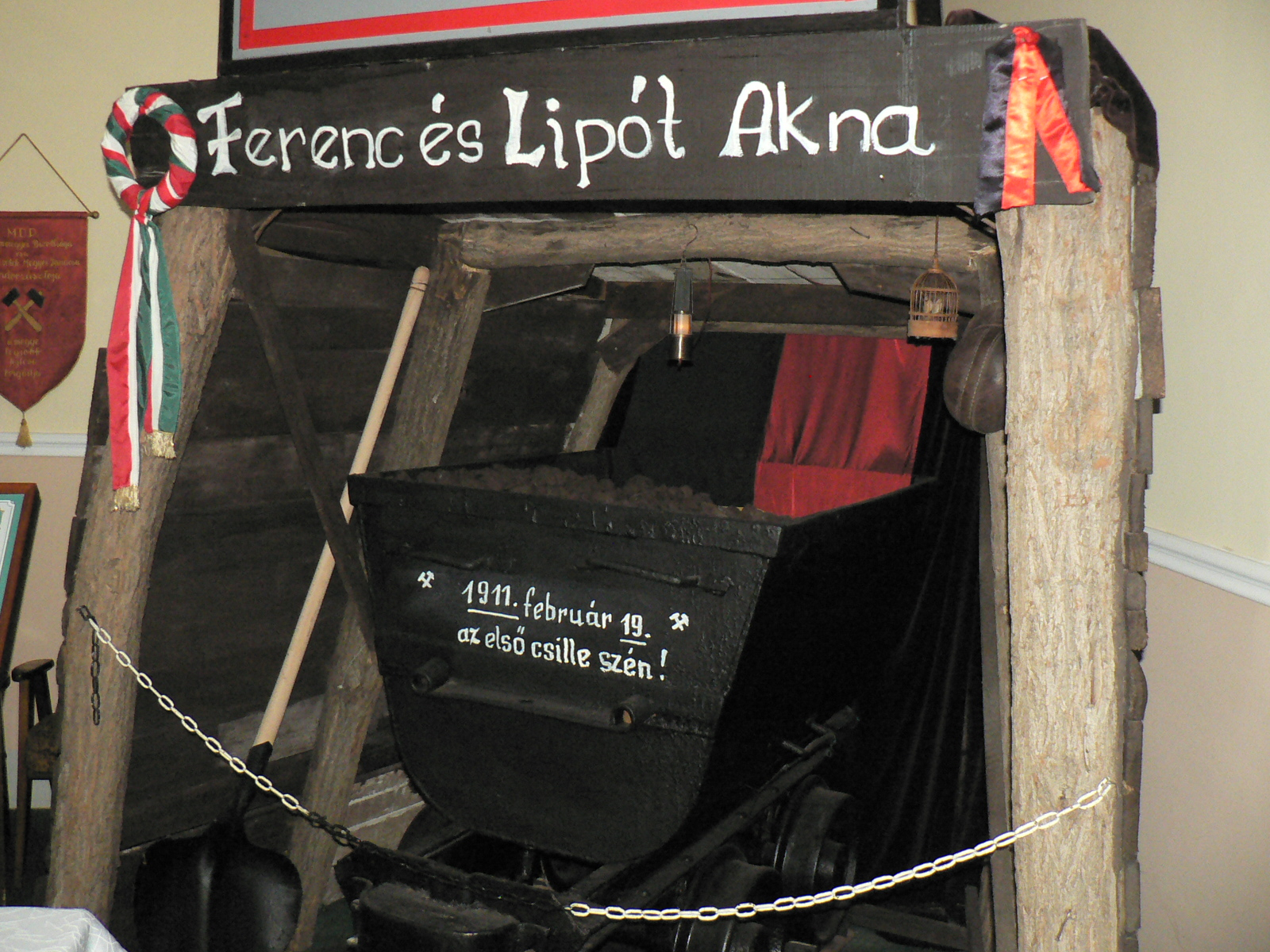
Bányamakett a környebányai múzeumban

1902-ben megépült a Tatabánya-Környe-Kisbér-Pápa vasútvonal, 1903. február 16-án pedig elkezdték mélyíteni az első környebányai szénkutató fúrásokat, a Vértessomló-hegy lábától 500 méter távolságban. Először csak viszonylag vékony (1,5 méteres, illetve 0,8 méteres) szénrétegeket találtak, 44,9 illetve 78 méter mélységben, ezért leállították a kutatást, és négy éven keresztül nem is folytatták azokat. 1907 nyarán Schwarz Ignác budapesti ügynök újabb szénjogi szerződéseket kötött környei kutatófúrásokra, majd rövid időn belül megalakította a Környei Kőszénbánya Részvénytársulatot is, de a tőkehiány még ekkor is akadálya volt a termelés beindításának.
1910-ben újabb kutatófúrásokkal 5 méter vastagságú szénréteget találtak 90 méter mélységben, itt mélyítették le 1911-ben a 99 méteres mélységű Lipót-aknát (a későbbi szállítóaknát), ahonnan február 11-én termelték ki az első csille szenet. 1913-ban újabb akna is létesült, a 81,44 méteres mélységű Ferenc-akna a bánya légaknája lett. 1913. július 3-án zajlott a bányahatósági végtárgyalás a bányatelek adományozásáról, ekkor döntöttek a bányát kiszolgáló létesítmények, és egy kolónia jellegű lakótelep létesítéséről is.

### Környebánya fénykora

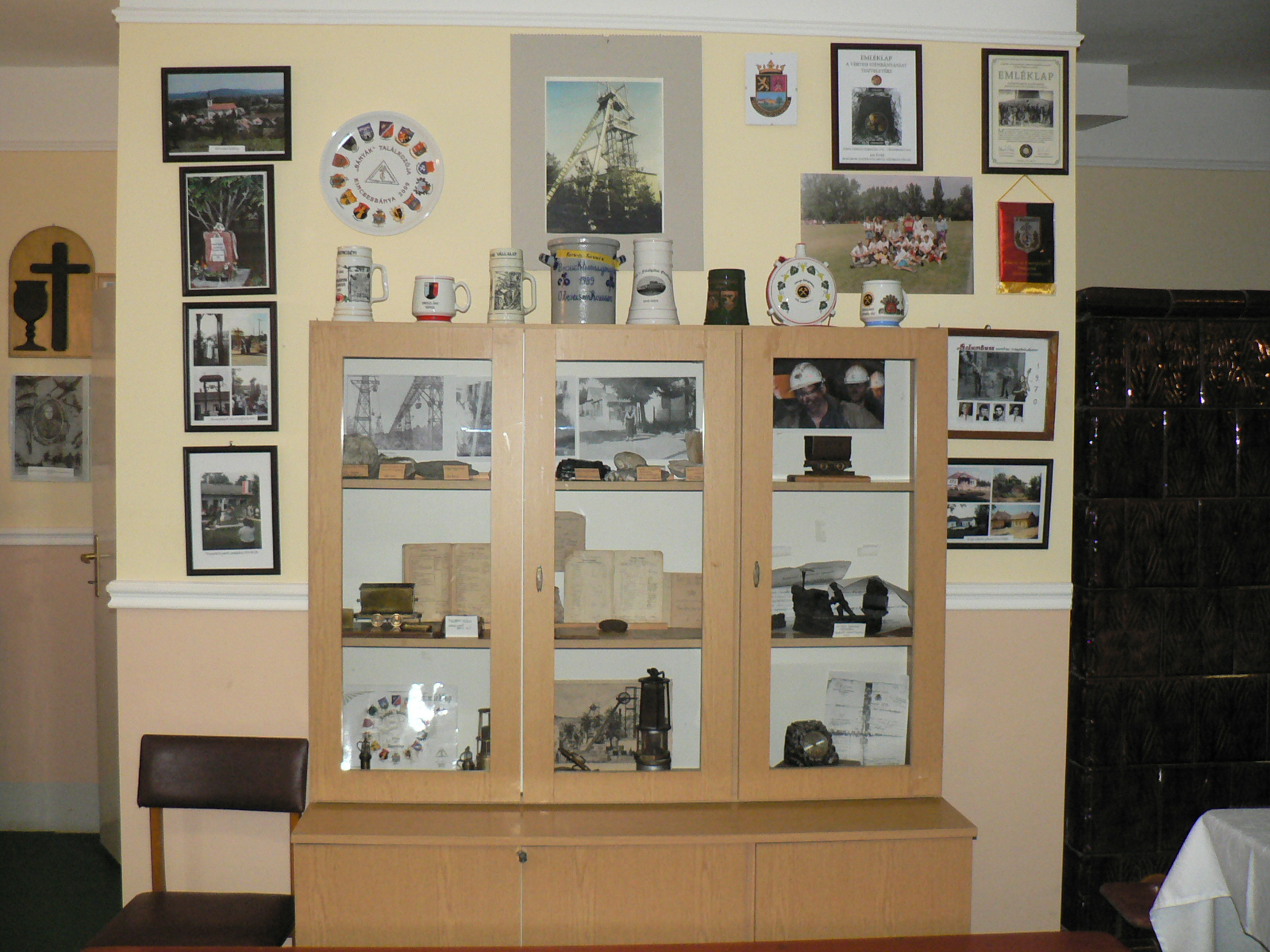
Környebánya helytörténeti múzeuma

Az új település elnevezését mindenképpen Környéhez kívánták kötni, hiszen a bányatelek eredeti környei tulajdonosai sok türelemmel és más - főként eszmei - támogatással is segítették az új ipari létesítmény létrejöttét. A bányatelep neve ezért először Környei-Bánya, majd Környebánya lett, a létrejövő két lakótelep pedig a Regina-telep, illetve a Hermina-telep nevet kapta, az itteni Hungária bányatársaság alapítójának, Hauser Lipótnak a lányai után. A korabeli bányász kolóniákra jellemző építési stílusban megalkotott telepeken, a korabeli hierarchia szerint bányatiszti, bányaaltiszti és bányamunkási lakásokat hoztak létre. A társasági élet helyszínéül egy kaszinó is létesült, ahol különböző szórakozási lehetőségek álltak a bányatisztek rendelkezésére.
1924-re az egész telepet villamosították, és ugyanettől az évtől kezdve normál nyomtávú vasút szállította a szenet a környei vasútállomásra. Az évtized végére azonban kimerült a szénkészlet, így 1930. nyár végén a környei bányát bezárták. 1934-ben ugyan a tatabányai Magyar Általános Kőszénbánya Rt. megpróbálta újraindítani a termelést, de a kedvezőtlen tapasztalatok után felhagytak a kísérletezéssel. A leszerelt bányagépek egy részét Pusztavámra, a többit a pilisi bányákba, Pilisszentivánra, illetve Solymárra vitték, ahol nem sokkal korábban nyitott új bányákat a Hungária bányatársaság. Jó néhány környebányai család ugyancsak átköltözött - a megszokott munkahelyet követve - Pilisszentivánra, míg a többi, helyben maradt lakó a környék bányáiban igyekezett elhelyezkedni.

### A bánya nélkül maradt bányászfalu

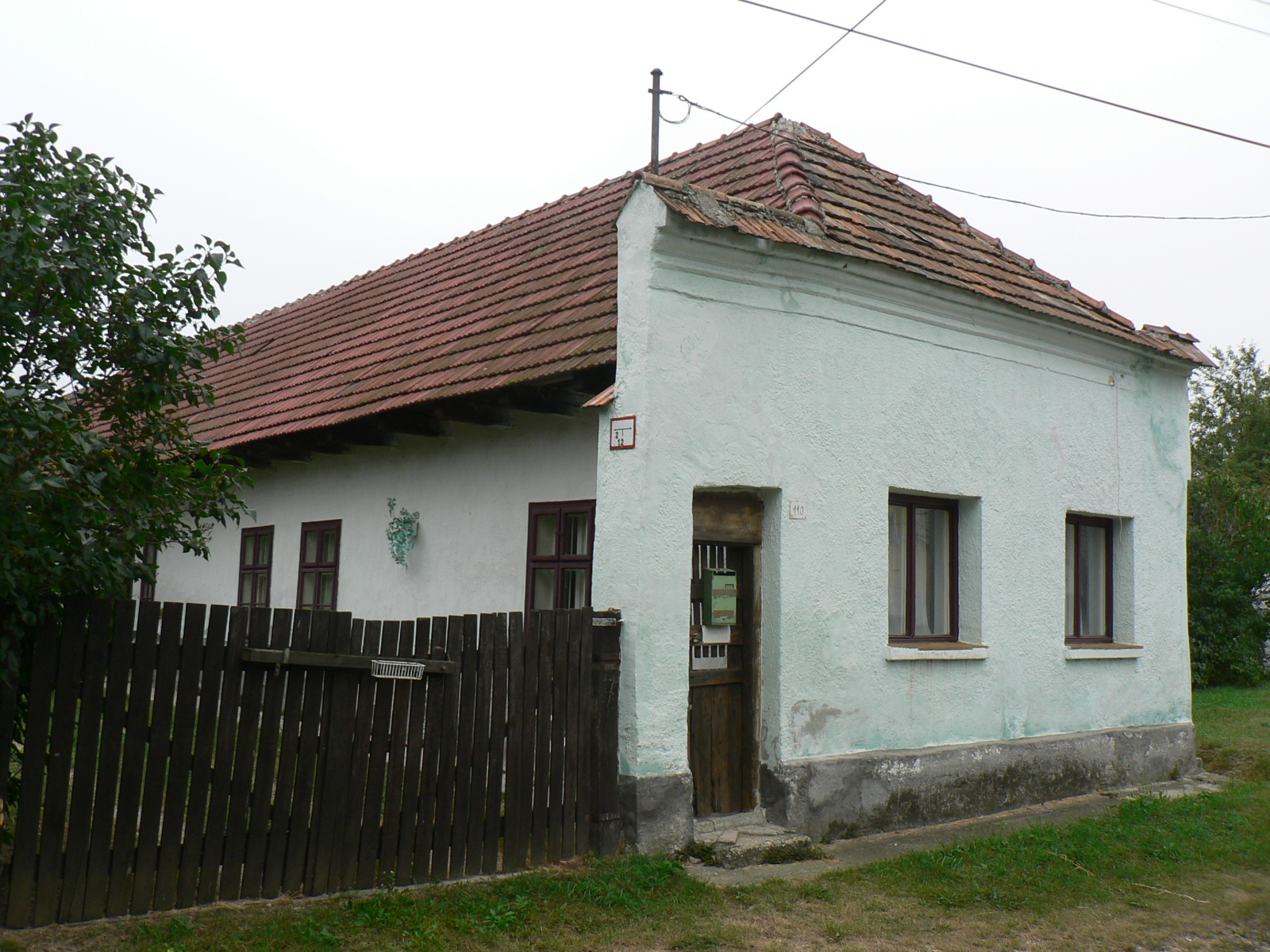
Jellegzetes környebányai lakóház

A második világháború a lakosságszámhoz mérten sok áldozatot követelt Környebányától: a falut többször érte angol, illetve német bombázás, a szovjetek pedig 1945 első napján szinte a teljes férfi lakosságot málenkij robotra terelték, ahonnan 24 fő soha nem tért vissza. A háborúnak összesen 42 környebányai áldozata volt. Követelt véráldozatot Környebányától az 1956-os forradalom is: Puskás Sándor 23 éves, ötödéves orvostanhallgatót október 23-án, a Rádió ostrománál érte halálos lövés, sebesültek mentése közben.
Az 1960-as években a környebányai Regina-telepet lebontották, megszűntek az itteni oktatási-nevelési intézmények is, így aki csak tudott, elköltözött. A településrészre elrendelt építési tilalmat csak jóval a magyarországi rendszerváltás után, 1998-ban oldották fel, azóta több mint félszáz lakóház és üdülő épült fel a régi kolónia körül. Jelenleg Környebánya Környe község külterületi üdülőövezetének számít, rendelkezik kiépített kábeltelevíziós rendszerrel, biztosított az egészségügyi alapellátás, valamint saját közösségi háza is van, amely 2009-es felújítása óta számos kulturális és közösségi esemény helyszíne.

## Nevezetességei

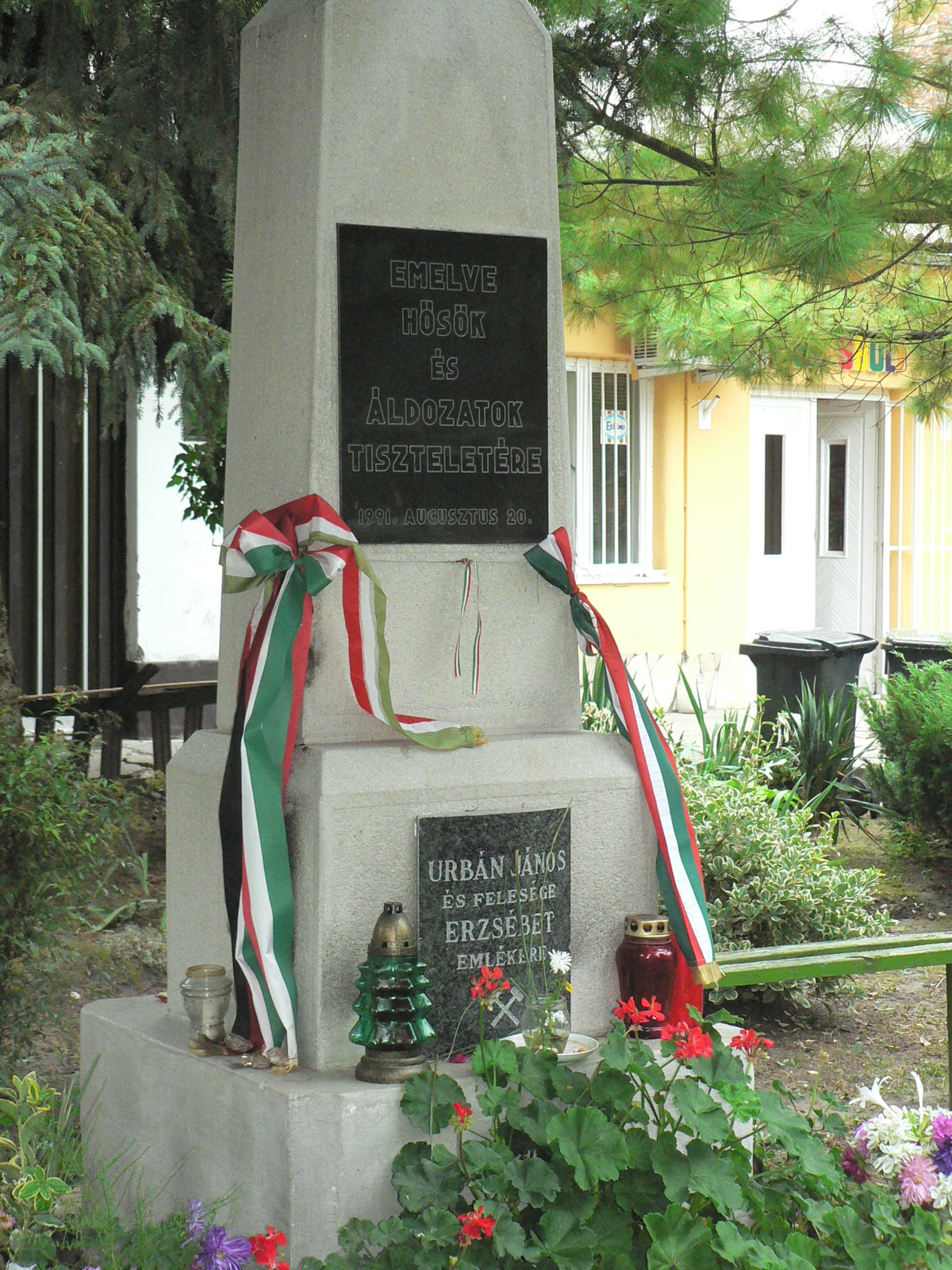
Hősi emlékmű Környebányán

- Római erőd maradványai
- Árpád-kori kerektemplom romjai
- Fából faragott harangláb
- 1956-os mártír emlékmű
- Bányász emlékszoba

## Híres emberek
- Posztoczky Károly (1882. március 28. - 1963., Környe) - csillagász, földbirtokos, Környebánya egyik alapítója.
- Hauser Lipót - a környei bánya alapító tulajdonosa
- Krystufek Ferenc (1856 - 1928) - bányamérnök, a környei bánya műszaki igazgatója